# Волкобій Петро Миронович
Петро Миронович Волкобій (26 червня 1859, Полтавська губернія — 15 жовтня 1918, м. Київ) — генеральний значковий армії Української Держави.

## Життєпис

В часі Першої світової війни

Походив із селян Полтавської губернії. Навчався у Лубенській гімназії, згодом закінчив Чугуївське піхотне юнкерське училище за 2-м розрядом (1881), вийшов підпрапорщиком до 130-го піхотного Херсонського полку (Київ). 
У складі 21-го Східносибірського стрілецького полку брав участь у Російсько-японській війні (дістав контузію). З 21 дистопада 1906 — полковник. З 3 жовтня 1907 року командир Башкадикларського резервного батальйону (Телав). Згодом командир 147-го піхотного Самарського полку (Оранієнбаум). 
З 19 дипня 1914 — генерал-майор, начальник 1-ї Фінляндської стрілецької бригади. З 24 вересня 1914 начальник 3-ї Фінляндської стрілецької дивізії. 13 листопада 1915 присвоєно звання генерал-лейтенант. 
З 22 квітня 1917 начальник 44-го армійського корпусу, проводив його українізацію. Служив в арміях УНР та Української Держави. З 17 квітня 1918 командир 7-й Харківського корпусу.
Помер від хвороби 15 жовтня 1918, похований в Києві.